# Marie-Josée Bazin
Marie-Josée Bazin (Aviñón, 3 de mayo de 1952) es una deportista francesa que compitió en tiro con arco, en la modalidad de arco recurvo.
Ganó una medalla de bronce en el Campeonato Europeo de Tiro con Arco al Aire Libre de 1986 y una medalla de plata en el Campeonato Europeo de Tiro con Arco en Sala de 1987, ambas en la prueba de equipo.
Participó en los Juegos Olímpicos de Seúl 1988, ocupando el octavo lugar en la prueba de equipo.

## Palmarés internacional
| Campeonato Europeo al Aire Libre | Campeonato Europeo al Aire Libre | Campeonato Europeo al Aire Libre | Campeonato Europeo al Aire Libre |
| Año                              | Lugar                            | Medalla                          | Prueba                           |
| -------------------------------- | -------------------------------- | -------------------------------- | -------------------------------- |
| 1986                             | Esmirna (Turquía)                | Medalla de bronce                | Equipo                           |
| Campeonato Europeo en Sala       |                                  |                                  |                                  |
| Año                              | Lugar                            | Medalla                          | Prueba                           |
| 1987                             | París (Francia)                  | Medalla de plata                 | Equipo                           |